# 신정비
신정비(神井碑)는 대한민국 충청남도 아산시 온천동에 있는, 조선 7대 임금인 세조가 충청도 지역의 정치와 민심을 살핀 후 속리산 복천사를 거쳐 돌아가던 중에 온양에 머물렀는데, 온천 옆에 있는 냉천을 발견하여 이를 '신정(神井)'이라 칭한 것을 기념하기 위해 세운 비이다. 1984년 5월 17일 충청남도의 문화재자료 제229호로 지정되었다.

## 개요
조선 7대 임금인 세조가 충청도 지역의 정치와 민심을 살핀 후 속리산 복천사를 거쳐 돌아가던 중에 온양에 머물렀는데, 온천 옆에 있는 냉천을 발견하여 이를 '신정(神井)'이라 칭한 것을 기념하기 위해 세운 비이다.
조선 성종 7년(1476)에 세운 비로, 대리석으로 만든 네모난 받침돌 위에 화강암으로 만든 비몸을 세웠다. 비문은 많은 부분 알아보기 어려운 상태이다.

## 참고 문헌
- 신정비 - 국가유산청 국가유산포털